# Ludovic Ferrière
Ludovic Ferrière est né le 21 octobre 1982 à Blois.

## Recherche
Les activités de recherche de Ludovic sont principalement axées sur l'étude des météorites et des cratères d'impact. Avec ses collègues, il a contribué à la découverte et à la confirmation de cinq cratères d'impact météoritique (à savoir le cratère Keurusselkä en Finlande, le Cratère de la Luizi en République démocratique du Congo, le cratère Hummeln en Suède, le cratère Yallalie en Australie et Nova Colinas au Brésil.